# Jade Carey
Jade Ashtyn Carey (Phoenix, 27 de mayo de 2000) es una deportista estadounidense que compite en gimnasia artística, especialista en la prueba de suelo y salto de potro.
Participó en dos Juegos Olímpicos de Verano, obteniendo tres medallas, oro en Tokio 2020 en la prueba de suelo y dos en París 2024, oro  en la prueba por equipos (junto con Simone Biles, Jordan Chiles, Sunisa Lee y Hezly Rivera), y bronce en el salto de potro.
Ganó siete medallas en el Campeonato Mundial de Gimnasia Artística entre los años 2017 y 2022.

## Palmarés internacional
| Juegos Olímpicos   | Juegos Olímpicos        | Juegos Olímpicos  | Juegos Olímpicos     |
| Año                | Lugar                   | Medalla           | Prueba               |
| ------------------ | ----------------------- | ----------------- | -------------------- |
| 2020               | Tokio (Japón)           | Medalla de oro    | Suelo                |
| 2024               | París (Francia)         | Medalla de oro    | Concurso por equipos |
| 2024               | París (Francia)         | Medalla de bronce | Salto de potro       |
| Campeonato Mundial |                         |                   |                      |
| Año                | Lugar                   | Medalla           | Prueba               |
| 2017               | Montreal (Canadá)       | Medalla de plata  | Suelo                |
| 2017               | Montreal (Canadá)       | Medalla de plata  | Salto de potro       |
| 2019               | Stuttgart (Alemania)    | Medalla de oro    | Concurso por equipos |
| 2019               | Stuttgart (Alemania)    | Medalla de plata  | Salto de potro       |
| 2022               | Liverpool (Reino Unido) | Medalla de oro    | Salto de potro       |
| 2022               | Liverpool (Reino Unido) | Medalla de oro    | Concurso por equipos |
| 2022               | Liverpool (Reino Unido) | Medalla de bronce | Suelo                |